# Bohumír Zeman
 Bohumír Zeman (* 26. Mai 1957 in Vrchlabí) ist ein ehemaliger tschechischer Skirennläufer. Er startete für die damalige Tschechoslowakei und war auf die Disziplinen Riesenslalom und Slalom spezialisiert.

## Biografie
Erste internationale Erfolge gelangen Zeman bei den Junioreneuropameisterschaften: 1974 wurde er Dritter im Riesenslalom und 1975 Zweiter im Slalom. Die ersten Punkte im Weltcup gewann Zeman am 9. Januar 1976, mit Platz 7 in der Kandahar-Kombination von Garmisch-Partenkirchen. Im selben Jahr nahm er an den Olympischen Winterspielen in Innsbruck teil. In der Saison 1976/77 konnte er sich nur einmal in den Punkterängen klassieren, im folgenden Winter gar nicht. Durchwegs beständige Leistungen gelangen ihm in der Saison 1978/79, mit insgesamt fünf Platzierungen unter den besten zehn.
Ähnlich erfolgreich war Zeman im Winter 1979/80 mit fünf weiteren Top-10-Platzierungen. Bei den Olympischen Winterspielen 1980 in Lake Placid klassierte er sich in der Kombinationswertung, die nur als Weltmeisterschaft zählte, als Vierter. Am 1. März 1980 fuhr er das einzige Mal in einem Weltcuprennen aufs Podest, als er im Riesenslalom von Mont Sainte-Anne hinter Ingemar Stenmark und Phil Mahre Dritter wurde. Im Winter 1980/81 war ein vierter Platz Zemans einzige Klassierung im Weltcup. Hingegen entschied er die Hahnenkamm-Kombination von Kitzbühel für sich, die in jener Saison nicht zum Weltcup zählte. Ende der Saison 1981/82 trat er vom Spitzensport zurück.

## Erfolge

### Olympische Spiele
- Innsbruck 1976: 23. Riesenslalom, 33. Abfahrt
- Lake Placid 1980: 13. Abfahrt, 14. Slalom, 19. Riesenslalom

### Weltmeisterschaften
- Innsbruck 1976: 23. Riesenslalom, 33. Abfahrt
- Garmisch-Partenkirchen 1978: 15. Riesenslalom
- Lake Placid 1980: 4. Kombination, 13. Abfahrt, 14. Slalom, 19. Riesenslalom

### Weltcup
- 16 Platzierungen unter den besten zehn, davon 1 Podestplatz

### Weitere Erfolge
- Junioreneuropameisterschaften: Silber im Slalom 1975 und Bronze im Riesenslalom 1974
- Sieger Hahnenkamm-Kombination 1981 (nicht zum Weltcup zählend)